# QBittorrent
qBittorrent est un client BitTorrent libre disponible sur PC (Windows, Linux, MacOs, etc.). Son développement est lancé en mars 2006 par Christophe Dumez à l’occasion de sa thèse à l'Université de technologie de Belfort-Montbéliard. Depuis, son développement est soutenu. qBittorrent est programmé en C++ et est basé sur la bibliothèque libtorrent ainsi que sur la bibliothèque graphique Qt 5, et plus récemment Qt 6 pour les versions de Windows 10 et ultérieures.

## Particularités
qBittorrent est un logiciel libre qui vise à être léger du point de vue de l’utilisation du processeur et de mémoire vive. Il est également multiplate-forme avec une compatibilité avec les systèmes d’exploitations : GNU/Linux (il est packagé dans les distributions Debian, Ubuntu, Linux Mint, Fedora, openSUSE, Arch Linux, Gentoo…), OS X, Windows, FreeBSD (Unix), Haiku et EComStation (en). qBittorrent est également disponible dans plus de 40 langues.

## Fonctionnalités
Les principales fonctionnalités présentes dans qBittorrent sont :
- le contrôle à distance via une interface web en Ajax ;
- un outil de création de torrent ;
- le téléchargement séquentiel (équivalent à du streaming) ;
- la prévisualisation vidéo et audio avec les lecteurs multimédia installés sur le système d’exploitation ;
- la limitation des débits d’émission et de réception ;
- la priorisation, mise en file d’attente des torrents ;
- la possibilité de téléchargement automatique depuis des flux RSS ;
- un moteur de recherche intégré – c'est une des forces de qBittorrent, qui le distingue des autres nœuds : ce moteur de recherche possède une interface similaire à celui d'eMule et réalise des recherches simultanément sur les annuaires de torrents les plus populaires ;
- la prise en charge de la correspondance de port avec UPnP / NAT-PMP ;
- la prise en charge des tables de hachage distribuées (DHT) ;
- la prise en charge du peer exchange ;
- la prise en charge du brouillage de protocole compatible avec Vuze ;
- la prise en charge de serveur mandataire (proxy) ;
- la gestion de l’IPv6 ;
- le filtrage d'adresses IP via une liste noire, compatible avec celles pour eMule ou celles de PeerGuardian.

## Application Android
Une application Android est disponible pour contrôler le nœud qBitorrent à distance. Elle ne fait pas partie du projet.